# Paul J. Mahoney
Paul J. Mahoney (nar. 1946) je britský právník a evropský soudce.
Po studiích práv v Oxfordu a v Londýně vyučoval na University College London, v letech 1974-2005 působil v institucích Rady Evropy, zejména u Evropského soudu pro lidská práva. V roce 2005 byl zvolen prvním předsedou Soudu pro veřejnou službu Evropské unie.